# Cantó de Baccarat
El cantó de Baccarat és un cantó francès del departament de Meurthe i Mosel·la, situat al districte de Lunéville. Té 20 municipis i el cap és Baccarat.

## Municipis
- Azerailles
- Baccarat
- Bertrichamps
- Brouville
- Deneuvre
- Flin
- Fontenoy-la-Joûte
- Gélacourt
- Glonville
- Hablainville
- Lachapelle
- Merviller
- Mignéville
- Montigny
- Pettonville
- Reherrey
- Thiaville-sur-Meurthe
- Vacqueville
- Vaxainville
- Veney

## Història
| Data d'elecció                           | Identitat            | Partit               | Qualitat |
| ---------------------------------------- | -------------------- | -------------------- | -------- |
| 1945-1970                                | M. Perrin            | radical              |          |
| 1970-1982                                | M. Cuny              | radical, després MRG |          |
| 1982-1994                                | Jean-Louis Salaignac | UDF                  |          |
| 1994-2001                                | Jean-Marie Fève      | UDF                  |          |
| 2001-2008                                | Michel Jacquel       | DL                   |          |
| 2008-                                    | Rose-Marie Falque    | UMP                  |          |
| les dades anteriors no són pas conegudes |                      |                      |          |
|                                          |                      |                      |          |

## Demografia
| A partir de 1990: Població sense dobles comptes |